# 舞動青春 (漫畫)
《舞動青春》是由竹內友創作的社交舞題材日本漫畫作品，自《月刊少年Magazine》2011年12月號開始連載。其間一度因為作者身體不適而休載，之後已於2017年1月6日發行的《月刊少年Magazine》2月號恢復連載。

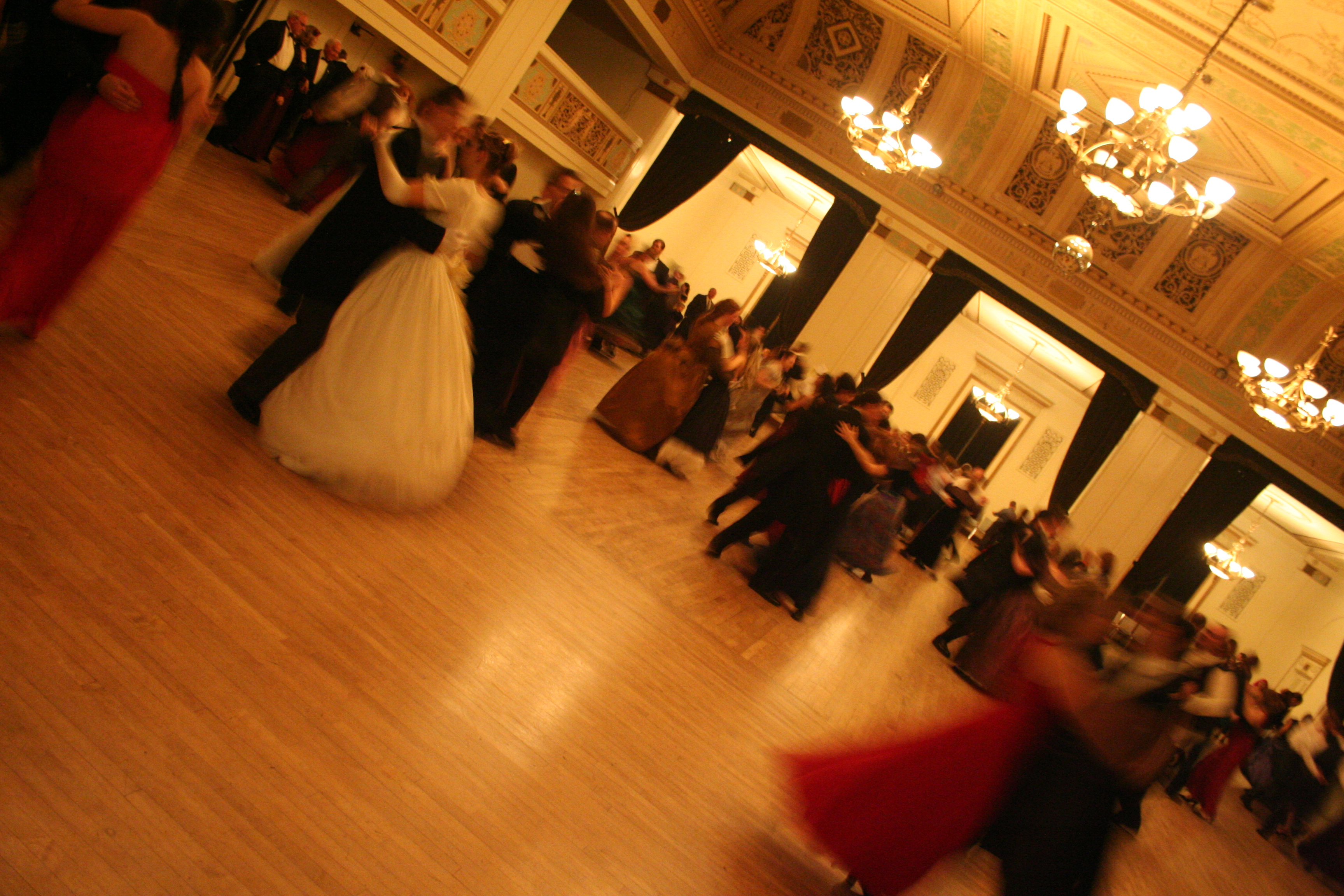
社交舞

由Production I.G製作的電視動畫在2017年7月8日起由每日放送、東京都會電視台等電視台播出。

## 故事簡介
平凡的初中學生-富士田多多良對於未來沒有特別的期望與特殊喜好。每天過著無所事事的生活。某天，有位神秘的安全帽男解救了被欺凌的多多良，他自稱仙石先生，還沒搞清楚狀況以為他要學習舞蹈就被強行帶走。而強行帶他到前往的地方竟然是社交舞教室“小笠原舞蹈教室”。多多良在珠紀與仙石的建議下體驗舞蹈課之時，遇到了同年級的同學花岡雫是一名業餘社交舞者，她原本打算畢業後去海外留學...，而與跳舞無緣的多多良在觀看了珠紀偷偷借給他的國標舞大賽光碟以及雫與兵藤的舞姿後，決定開始踏上他的學習社交舞蹈之路邁進。

## 登場人物

### 主要人物
富士田多多良（聲：土屋神葉（日本）／李安邦（香港））
本作主角，擁有良好的觀察力，可以立刻記住自己看見的動作。能夠在單人練習時以想像舞伴共舞的方式練習（也能看到其他人的），具有舞蹈資質。似乎喜歡雫，深入舞蹈的原因之一。舞伴是有很強領舞能力的千夏，很努力的適應，也獲得顯著的成長。
花岡雫（聲：佐倉綾音（日本）／張頌欣（香港））
業餘選手，認為能夠成為兵藤清春的舞伴很是幸運，為了跟上其腳步計劃與其一起到國外留學。
兵藤清春（聲：岡本信彥（日本）／曹啟謙（香港））
天才業餘選手，舞伴是雫。因國內舞蹈環境已無法滿足他，故計劃與雫一起到國外留學。
赤城賀壽（聲：富田健太郎（日本）／李致林（香港））
三笠宮盃決賽入圍者，真子的哥哥。舞伴是真子。喜歡花岡雫，也是妹控。
赤城真子（聲：諸星堇（日本）／凌晞（香港））
賀壽的妹妹，原本性格怯懦，曾一度被賀壽放棄。在與多多良的臨時搭檔過後改變了想法，與賀壽的搭檔也有明顯成長。
緋山千夏（聲：赤崎千夏（日本）／詹健兒（香港））
多多良的同學及舞伴。崇拜本鄉。剛開始接觸舞蹈時因所處環境少有男生舞者及身高較同齡女生高，故被指導者建議擔任男舞伴(引導者)與女生配對練習並參加比賽。具有很強的領舞能力，又因個性強悍，故只願跟隨強力的領舞者，曾因無合意的領舞者而有一段時間放棄舞蹈，後因緣際會下與多多良搭檔。

### 選手
仙石要（聲：森川智之（日本）／關令翹（香港））
職業選手，拉丁舞及十大舞雙冠王。性格霸道，喜歡打人。舞伴是本鄉千鶴。發覺多多良的天賦，決定收多多良為自己的第一個學生。
本鄉千鶴（聲：壽美菜子（日本）／黃玉娟（香港））
仙石要的舞伴，年少時參加過雙女組國標比賽，千夏十分崇拜她。和仙石吵架一陣子沒比賽，一年後兩人又重新參賽，在比賽中途又跟仙石打起來，被人形容很像女暴走族。
甲本明（聲：悠木碧（日本）／劉惠雲（香港））
多多良在咖啡店打工的老闆的女兒，同時是緋山千夏以前的女舞伴。因喜歡千夏（不敢說出口）而投身舞蹈，希望以此而與她保有聯繫。目前是峰吾郎的舞伴。
峰吾郎（聲：星野貴紀（日本）／陳欣（香港））
甲本家所經營咖啡店的常客，因無法放棄舞蹈，故接受甲本明為其舞伴。
釘宮方美（聲：櫻井孝宏（日本）／黃啟昌（香港））
國小時跟隨一名老派的舞蹈老師，取得不錯的成績。後來因車禍而致一段時間無法跳舞，也因此失去排名資格。傷癒後到兵藤舞蹈教室學習，重新返回舞蹈賽場。屬於強烈的領舞風格，跳舞時容易使舞伴被旁觀者忽略。舞伴是井戶川民繪。
井戶川民繪（聲：國立幸（日本）／魏惠娥（香港））
釘宮的舞伴，被其叫作流浪武士。

### 小笠原舞蹈教室
圓谷環（聲：能登麻美子（日本）／吳羨婷（香港））
小笠原舞蹈教室的員工。
番場可憐（聲：小平有希（日本）／伍秀霞（香港））
小笠原舞蹈教室的見習員工。曾經是胖胖的肥女，在仙石與千鶴復出的東京舞蹈大賽後，整個人瘦了一圈，變成人人稱讚的美女。
仁保友親（聲：堀井茶渡（日本）／陳卓智（香港））
小笠原舞蹈教室的見習員工。在舞者相親多次失敗。

### 兵藤家
兵藤萬里紗（聲：甲斐田裕子（日本）／陸惠玲（香港））
清春的母親，俄羅斯人，過去是職業國標舞冠軍。經營兵藤舞蹈教室，頗負盛名，同時為青少年舞蹈教學盡心盡力。

## 出版書籍
| 冊數 | 講談社         | 講談社                 | 東立出版社     | 東立出版社             |
| 冊數 | 發售日期       | ISBN                   | 發售日期       | ISBN                   |
| ---- | -------------- | ---------------------- | -------------- | ---------------------- |
| 1    | 2012年5月17日  | ISBN 978-4-06-371329-9 | 2014年3月10日  | ISBN 978-986-348-182-9 |
| 2    | 2012年7月17日  | ISBN 978-4-06-371339-8 | 2014年9月9日   | ISBN 978-986-348-183-6 |
| 3    | 2012年11月16日 | ISBN 978-4-06-371354-1 | 2014年12月17日 | ISBN 978-986-348-184-3 |
| 4    | 2013年4月17日  | ISBN 978-4-06-371373-2 | 2015年1月29日  | ISBN 978-986-348-185-0 |
| 5    | 2013年9月17日  | ISBN 978-4-06-371388-6 | 2015年3月12日  | ISBN 978-986-348-186-7 |
| 6    | 2014年4月17日  | ISBN 978-4-06-371413-5 | 2015年4月14日  | ISBN 978-986-348-502-5 |
| 7    | 2014年11月17日 | ISBN 978-4-06-371450-0 | 2015年10月20日 | ISBN 978-986-382-424-4 |
| 8    | 2015年10月16日 | ISBN 978-4-06-371468-5 | 2017年12月22日 | ISBN 978-986-462-319-8 |
| 9    | 2017年6月23日  | ISBN 978-4-06-392588-3 | 2018年7月23日  | ISBN 978-986-260-482-3 |
| 10   | 2020年1月17日  | ISBN 978-4-06-518385-4 | 2021年10月1日  | ISBN 978-957-26-4843-8 |
| 11   | 2021年4月16日  | ISBN 978-4-06-522780-0 | 2023年3月16日  | ISBN 978-957-26-7796-4 |
| 12   | 2022年11月4日  | ISBN 978-4-06-529436-9 |                | ISBN                   |

## 電視動畫

### 製作人員
- 原作：竹內友
- 導演：板津匡覽
- 劇本統籌、編劇：末滿健一
- 人物設定：岸田隆宏
- 道具設定：小林祐
- 總作畫監督：千葉崇洋、本田真之
- 動作作畫監督：向田隆、梁博雅
- 主動畫師：竹中真吾
- 美術設定、美術監督：立田一郎
- 色彩設計：佐藤真由美
- 攝影監督：田中宏侍
- CG監督：伊東巧右平
- 編輯：植松淳一
- 音響監督：菊田浩巳
- 音樂：林友樹
- 動畫製作：Production I.G
- 製作：小笠原舞蹈教室

### 主題曲
片頭曲
「10% roll, 10% romance」（第1話－第11話）
作詞、作曲：田淵智也，編曲、主唱：UNISON SQUARE GARDEN
「Invisible Sensation」（第12話－第24話）
作詞、作曲：田淵智也，編曲、主唱：UNISON SQUARE GARDEN
片尾曲
「Maybe the next waltz」（第1話－第11話）
作詞、作曲：Q-MHz，編曲：Q-MHz、伊藤翼，主唱：小松未可子
「Swing heart direction」（第12話－第24話）
作詞、作曲：Q-MHz，編曲：Q-MHz、末光篤，主唱：小松未可子

### 各話列表
| 話數    | 日文標題 | 中文標題               | 香港標題             | 劇本     | 分鏡              | 演出                     | 作畫監督                                         | 動作作畫監督  | 總作畫監督        |
| ------- | -------- | ---------------------- | -------------------- | -------- | ----------------- | ------------------------ | ------------------------------------------------ | ------------- | ----------------- |
| Heat.1  |          | 歡迎來到小笠原舞蹈教室 | 歡迎來到小笠原舞蹈室 | 末滿健一 | 板津匡覽          | 板津匡覽                 | 千葉崇洋、名倉智史                               | 向田隆        | 千葉崇洋          |
| Heat.2  |          | 兵藤清春               | 兵藤清春             | 末滿健一 | 板津匡覽          | 白川巨椋 村田雅彥 守泰佑 | 富田惠美                                         | 向田隆        | 千葉崇洋 本田真之 |
| Heat.3  |          | 跳華爾茲吧             | 跳華爾茲             | 末滿健一 | 野村和也 板津匡覽 | 江副仁美                 | 高橋英樹、石川真理子                             | 梁博雅        | 本田真之          |
| Heat.4  |          | 舞者之巔               | Dancer's High        | 末滿健一 | 佐藤雅子          | 佐藤雅子                 | 折井一雅、下妻日紗子 千葉崇洋、本田真之          | 向田隆        | 千葉崇洋          |
| Heat.5  |          | 舞伴                   | 舞伴                 | 末滿健一 | 原惠一            | 糸賀慎太郎               | 名倉智史                                         | 向田隆        | 千葉崇洋          |
| Heat.6  |          | 舞程線                 | 舞程線               | 末滿健一 | 原惠一 板津匡覽   | 井之川慎太郎             | 飯飼一幸、齋藤雅和 津熊建德                      | 梁博雅        | 本田真之          |
| Heat.7  |          | 天平杯                 | 天平盃               | 末滿健一 | 野村和也          | 鎌田祐輔                 | 植田實、福原麻衣 大島貞生                        | 向田隆        | 千葉崇洋          |
| Heat.8  |          | 現實                   | 現實                 | 末滿健一 | 奧野治男          | 奧野治男                 | 奧野治男                                         | 梁博雅        | 本田真之          |
| Heat.9  |          | 花與畫框               | 花與畫框             | 末滿健一 | 吉田泰三          | 糸賀慎太郎               | 石川真理子、折井一雅                             | 向田隆        | 千葉崇洋          |
| Heat.10 |          | 興奮                   | 興奮                 | 末滿健一 | 黃瀨和哉          | 黃瀨和哉                 | 黃瀨和哉                                         | 梁博雅        | -                 |
| Heat.11 |          | 評價                   | 評價                 | 末滿健一 | 板津匡覽 原惠一   | 江副仁美                 | 名倉智史                                         | 向田隆        | 千葉崇洋          |
| Heat.12 |          | 相遇                   | 相遇                 | 末滿健一 | 野村和也          | 佐藤雅子                 | 植田實、折井一雅 石川真理子、千葉崇洋 本田真之   | 梁博雅        | 本田真之          |
| Heat.13 |          | 相親                   | 相親                 | 末滿健一 | 原惠一            | 糸賀慎太郎               | 植田實、大島貞生                                 | 向田隆        | 千葉崇洋          |
| Heat.14 |          | 結成                   | 結成                 | 末滿健一 | 吉田泰三          | 村田尚樹                 | 山村俊了、大高雄太 飯飼一幸                      | 梁博雅        | 本田真之          |
| Heat.15 |          | 馴服悍馬               | 馴悍記               | 末滿健一 | 佐藤雅子          | 江副仁美                 | 片桐貴悠、清水奈津子 千葉崇洋                    | 向田隆        | 千葉崇洋          |
| Heat.16 |          | 四隻腳                 | 四條腿               | 末滿健一 | 鎌田祐輔 板津匡覽 | 鎌田祐輔                 | 折井一雅、石川真理子 米川麻衣、奧野治男          | 梁博雅        | 本田真之          |
| Heat.17 |          | 表現者                 | 表現者               | 末滿健一 | 佐藤雅子          | 佐藤雅子                 | 名倉智史、大島貞生 植田實                        | 向田隆        | 千葉崇洋          |
| Heat.18 |          | 背號牌13               | 參賽編號13號         | 末滿健一 | 吉田泰三          | 糸賀慎太郎               | 片桐貴悠、小川繪理 荒木彌緒、千葉崇洋            | 梁博雅        | 本田真之          |
| Heat.19 |          | 敵人                   | 敵人                 | 末滿健一 | 奧野治男          | 奧野治男                 | 奧野治男                                         | 向田隆        | 千葉崇洋          |
| Heat.20 |          | 朋友                   | 朋友                 | 末滿健一 | 滿仲勸            | 糸賀慎太郎               | 石川真理子、折井一雅 米川麻衣                    | 梁博雅        | 本田真之          |
| Heat.21 |          | 門扉                   | 門                   | 末滿健一 | 仲澤慎太郎        | 仲澤慎太郎               | 名倉智史、植田實 大島貞生                        | 向田隆        | 千葉崇洋          |
| Heat.22 |          | 男伴女伴               | 男伴女伴             | 末滿健一 | 田中雄一          | 江副仁美                 | 本田真之、奧野治男 米川麻衣、荒木彌緒 大島貞生   | 梁博雅        | 本田真之          |
| Heat.23 |          | 傳統與進化             | 傳統與進化           | 末滿健一 | 佐藤雅子          | 佐藤雅子                 | 折井一雅、植田實 石川真理子、千葉崇洋 清水奈津子 | 向田隆        | 千葉崇洋          |
| Heat.24 |          | 舞動青春               | 舞動青春             | 末滿健一 | 板津匡覽          | 板津匡覽                 | 名倉智史、奧野治男 折井一雅、千葉崇洋 本田真之   | 向田隆 梁博雅 | 千葉崇洋 本田真之 |

### 播放電視台
日本深夜動畫：下文記載的日本国内播放時間使用日本標準時間（UTC+9）表示。因為部分時間标识會採用30小时制，因此請留意这类超过24:00的时间，其實際播放時間為翌日清晨。
| 播放日期                | 播放時間                           | 播放電視台     | 播放地區   | 備註                                          |
| ----------------------- | ---------------------------------- | -------------- | ---------- | --------------------------------------------- |
| 2017年7月8日 - 12月16日 | 星期六 02:08 - 02:38（星期六深夜） | 毎日放送       | 近畿廣域圏 | 製作参加 / 字幕放送 / 『アニメシャワー』第1部 |
| 2017年7月9日 -          | 星期日 23:30 - 00:00（星期日晚上） | 東京都會電視台 | 東京都     |                                               |
|                         | 星期日 01:00 - 01:30（星期日深夜） | 日本BS放送     | 日本全國   | BS放送 / 『ANIME+節目』                       |
|                         | 星期日 01:30 - 02:00（星期日深夜） | 群馬電視台     | 群馬縣     |                                               |
| 2017年7月20日 -         | 星期四 01:36 - 02:06（星期四深夜） | 愛電視台       | 愛媛縣     |                                               |
| 2017年11月7日 -         | 星期二 19:00 - 19:30（星期二晚上） | Animax         | 日本全域   | BS/CS放送 / 有字幕 / 有重播節目               |

| 網路播放日期          | 網路播放時間            | 播放網路平台      | 備註           | 2017年7月8日 - 12月16日 |
| --------------------- | ----------------------- | ----------------- | -------------- | ----------------------- |
| 星期六 02:08 深夜更新 | bilibili                | 16話延遲02:38更新 | 2017年7月9日 - | 星期一 00:00 深夜更新   |
| 亞馬遜日本            | 01話先行7月7日00:00更新 |                   |                |                         |

| 香港 J2 星期六／日（非賽馬日）12:30－13:30 · 3月24、31日停播                                                                                               | 香港 J2 星期六／日（非賽馬日）12:30－13:30 · 3月24、31日停播 | 香港 J2 星期六／日（非賽馬日）12:30－13:30 · 3月24、31日停播 |
| --- | ------------------------------------------------------------ | ------------------------------------------------------------ |
| | 舞動青春 （2018年3月4日－6月2日）                            |                                                              |
| 搞乜鬼！美術部 （12:30-14:00） ↓ 関西攻略の新年番外篇 （12:30-13:30） 第32屆金唱片大賞 （13:30-16:50） ↓ 賽馬直擊－維多利亞打吡賽馬日 直播 （11:00-14:40） | 偶像星願7                                                    |                                                              |
| 香港 J2 星期二至六 05:30－06:00 · 9月31日 05:35－06:00 |                                                              |                                                              |
| 吹奏吧！管樂團II 重播 | 舞動青春 重播 （2019年9月7日－10月10日）                     | 排球少年II 重播                                              |
| 香港 J2 星期日 23:55－24:25 |                                                              |                                                              |
| FAIRY TAIL 魔導少年VI | 舞動青春 重播，第1－4集 （2020年4月5日－2020年4月26日）      | FAIRY TAIL 魔導少年VI                                        |
| 香港 J2 星期五 25:35－26:35 · 2020年5月8日、6月26日 26:05－26:35 · 6月19日停播                                                                             |                                                              |                                                              |
| 旅‧韓風 重播 | 舞動青春 重播，第5－24集 （2020年5月1日－2020年7月17日）     | 大台冠軍 【動畫時段取消】                                    |

### 藍光與DVD
| 卷數 | 發售日期       | 收錄話數       | 規格編號   | 規格編號   |
| 卷數 | 發售日期       | 收錄話數       | BD         | DVD        |
| ---- | -------------- | -------------- | ---------- | ---------- |
| 1    | 2017年11月29日 | 第1話－第4話   | PCXP-50521 | PCBP-53791 |
| 2    | 2017年12月27日 | 第5話－第8話   | PCXP-50522 | PCBP-53792 |
| 3    | 2018年1月24日  | 第9話－第12話  | PCXP-50523 | PCBP-53793 |
| 4    | 2018年2月28日  | 第13話－第16話 | PCXP-50524 | PCBP-53794 |
| 5    | 2018年3月28日  | 第17話－第20話 | PCXP-50525 | PCBP-53795 |
| 6    | 2018年4月25日  | 第21話－第24話 | PCXP-50526 | PCBP-53796 |